# 제65보병연대
제65보병연대(The 65th Infantry Regiment), 닉네임 "The Borinqueneers"은 한국 전쟁에 참전했던 푸에르토리코의 연대로 미국 제3보병사단에 배속되었다.

## 참고 자료
- 푸에르토리코 한국전쟁 참전
- 6·25전쟁’ 미국처럼 대규모 병력 파병하고도 잊혀진 국가